# Zinaida Crăciunescu
Zinaida Crăciunescu (n. 10 octombrie 1893, Tașlîc, raionul Grigoriopol, Nistrenia – d. 17 februarie 1964, Chișinău, RSS Moldovenească, URSS) a fost o pedagogă moldoveancă, notabilă pentru discursul său din 7 august 1940, prin care a cerut crearea Republicii Socialiste Sovietice Moldovenești în componența URSS.

## Biografie
S-a născut în familia nobilului ereditar Alexandru A. Trofimov, învățător executat de bolșevici, împreună cu fratele Zinaidei, Vladimir, la Iaroslavl. A învățat la școala primară în clasa tatălui său, după care a absolvit Gimnaziul de Fete din Odesa în 1910 și clasa a VIII-a pedagogică a Gimnaziului de Fete din Tiraspol în 1911.
Între anii 1911 și 1914 a fost învățătoare la școala primară din satul Liubotaiivka, județul Tiraspol. S-a căsătorit cu inginerul constructor Gheorghe Gh. Crăciunescu (1880–1938) la Biserica „Sf. Teodor Tiron” din Chișinău la 19 octombrie 1914; cu această ocazie s-a mutat cu traiul în Basarabia. A lucrat în orașul Orhei, mai întâi la școala primară din satul Peresecina (1914–1917), apoi la Gimnaziul de Fete din Orhei (1917–1924) și în sfârșit la școlile primare nr. 2 (1924–1926) și nr. 6 (1926–1940).
După ocupația sovietică a Basarabiei și Bucovinei, a fost inclusă în delegația oamenilor muncii din partea Basarabiei și nordului Bucovinei, ca reprezentant al intelectualității. A fost dusă la Chișinău, apoi la Moscova, fără a fi informată despre motivul călătoriei. La data de 7 august 1940 a ținut un discurs la tribuna sesiunii a VII-a a Sovietului Suprem al URSS (pregătit din timp de organele sovietice în română (moldovenească) și tradus în rusă de deputatul L. T. Otean) prin care a rugat „în numele poporului moldovenesc crearea «Republicii Socialiste Sovietice Moldovenești în componența URSS»”.
După aceste evenimente, s-a întors la Orhei, unde a lucrat directoare la Școala nr. 11 până la 14 iunie 1941. Odată cu izbucnirea conflictelor armate ale celui de-al Doilea Război Mondial, s-a refugiat în ținutul Krasnodar, unde a lucrat educatoare la o grădiniță de copii. A revenit în Moldova în 1944 la solicitarea Ministerului Învățământului din RSSM. A lucrat un timp ca inspector școlar și șef de sector al secției raionale de învățământ din Orhei. În perioada 1947–1955 a fost metodistă la clasele primare și inspectoare a direcției școlilor a Ministerului Învățământului din RSSM. Din 1955 a condus sectorul învățământului primar la Institutul de Cercetări Științifice al Școlilor.
A fost onorată cu distincțiile Eminent al Învățământului Public, Medalia Pentru Vitejie în Muncă în Timpul Marelui Război pentru Apărarea Patriei din 1941–1945, Ordinul Insigna de Onoare (1949), Învățător Emerit al RSSM.
Zinaida Crăciunescu a decedat la 17 februarie 1964 la Chișinău și este înmormântată în cimitirul Bisericii „Sfânta Treime” din capitală.